# 쁘띠허브
쁘띠허브(1992년 5월 6일~)는 대한민국의 유튜브 크리에이터이다.

## 주 컨텐츠
- 썰 풀기
- 커버송
- 마인크래프트
- 그림

## 수상
- 유튜브 실버버튼
- 유튜브 골드버튼[1]

## 같이 보기
- 태경
- 샌드박스 네트워크
- 마인크래프트
- 로블록스
- 트위치
- 유튜브
- 인터넷 방송인